# Pietro I di Alessandria
Pietro di Alessandria (in greco: Πέτρος Ἀλεξανδρείας; Alessandria, ... – Alessandria, 25 novembre 311) fu Papa della Chiesa copta (massima carica del Patriarcato di Alessandria d'Egitto); è venerato come santo dalla Chiesa cattolica, da quella copta e da quella ortodossa.

## Biografia
La Chiesa copta tramanda la tradizione secondo cui Pietro, appena nato, fu affidato dai genitori al patriarca Teona affinché lo educasse come sacerdote. In questo senso la sua vita ripercorre quella del biblico Samuele, la cui madre Anna consacrò il figlio al Signore facendo voto di nazireato.

Studente della Scuola catechetica di Alessandria, si distinse per la sua profonda conoscenza delle Sacre scritture. 

Venne perseguitato in quanto cristiano sotto Decio (249-251), ma riuscì a sopravvivere. Grazie alla sua profonda erudizione, nel 295 fu nominato direttore della Scuola.

Nell'anno 300 Teona, sul letto di morte, consigliò di farne il proprio successore, come poi avvenne. Eusebio di Cesarea riferisce che fu al vertice della diocesi fino alla morte, avvenuta nel 311.
Uno dei primi atti di Pietro fu la scomunica di Ario, un sacerdote che predicava la non consustanzialità del Figlio di Dio al Padre.

Nel 303 l'imperatore Diocleziano scatenò una terribile persecuzione contro i cristiani, proseguita in modo intermittente per dieci anni. Pietro I, temendo per la sua vita come capo della chiesa copta, lasciò la cattedra vescovile e si pose al riparo nel deserto. Melezio, vescovo di Assiut (Lycopolis), approfittò della sua assenza per usurparne il potere. Dopo aver preso possesso della diocesi di Alessandria, affermò che coloro che avevano abiurato il Cristianesimo perché perseguitati dovevano ricevere un secondo battesimo per essere riammessi in seno alla Chiesa. I rapporti tra i due vescovi peggiorarono a causa della decisione di Melezio di ordinare di propria iniziativa nuovi vescovi. 
Pietro convocò un sinodo in un anno in cui la persecuzione sembrava allentarsi (305 o 306) condannando Melezio per "molti crimini e anche per il sacrificio di idoli". Il vescovo usurpatore fu deposto. Da quel momento in poi si sviluppò il cosiddetto scisma meliziano, che durò per alcuni secoli.
Allorché la persecuzione anticristiana riprese, Pietro I fu arrestato per ordine dell'imperatore Massimiano e condannato a morte (311). Quando la notizia della condanna si diffuse tra la popolazione, i fedeli si radunarono davanti alle porte della prigione. L'esecuzione fu rimandata di un giorno. Ma la tensione rimase alta. Pietro, che desiderava evitare il massacro pubblico e lo spargimento di sangue, suggerì alle autorità di emanare un ordine scritto per sfondare il muro posteriore della prigione e farlo fuoriuscire segretamente dal pubblico per eseguire la condanna capitale. Di notte il patriarca fu condotto attraverso le mura della città e portato in un luogo segreto, ove fu eseguita la condanna. 
Fu giustiziato il 25 novembre del 311 per decapitazione. Dopo l'esecuzione, il suo corpo fu preso dai cristiani e trasferito in una chiesa, dove al momento del funerale fu posto in un luogo di culto elevato.

Pietro I fu l'ultima vittima delle terribili persecuzioni che sconvolsero la cristianità copta per quasi dieci anni, pertanto fu chiamato "il Sigillo dei Martiri".

## Opere
Pietro scrisse diversi trattati ed alcune lettere. L'elenco comprende:
- Περί θεότητος (Peri theotétos, "Sulla divinità"). Il trattato afferma la vera divinità di Gesù Cristo contro la posizione subordinazionista di Origene; tre passaggi furono citati da Cirillo di Alessandria al Concilio di Efeso;
- Περὶ τῆς τοῦ Σωτήρος ἡμῶν ἐπιδημίας (Peri tés tou sótéros hémón epidemìas, "Sulla venuta del nostro Salvatore");
- Περί ψυχής (Peri psychés, "Sull'anima"). In questo trattato Pietro confuta la dottrina di Origene sulla preesistenza delle anime e sulla prigionia dell'anima nel corpo a causa della colpa passata; anche questo trattato deve essere stato scritto contro Origene;
- Περί Ἀναστάσεως (Peri Anastàseos, "Sulla risurrezione"). Di quest'opera sono rimasti alcuni frammenti in lingua siriaca in cui si afferma che il corpo asceso al cielo (dopo la morte) e il corpo terreno sono identici, contrariamente a quanto scriveva Origene;
- Περί μετανοίας (Peri metanoias, "Sul pentimento"), chiamato anche "Lettera canonica". Questo trattato è andato perduto: se ne conoscono solo 14 canoni nella raccolta delle leggi della Chiesa orientale. L'opera risale all'anno 306 (terzo anno della persecuzione) e trattano principalmente i casi dei vari tipi di lapsi. L'autore affronta la questione di coloro che hanno abiurato la fede al tempo della persecuzione e ora vogliono ritornare nella comunità ecclesiastica. Nel caso di coloro che hanno rinunciato alla fede dopo torture crudeli, la tortura stessa è sufficiente ai fini del pentimento; il fedele può essere riammesso nella Chiesa. Coloro che hanno rinunciato alla fede senza tortura devono pentirsi per un anno. Infine, coloro che hanno rinunciato alla fede da soli e volontariamente dovranno pentirsi per più anni. Pietro condanna anche coloro che si sono dichiarati spontaneamente cristiani e si sono fatti uccidere per la loro fede senza essere interrogati dai tribunali: secondo Pietro, è un atto di vanagloria, che va contro i comandi del Signore.
- Περί του Πάσχα (Peri tú Pascha, "A Pasqua"), è un trattato dedicato a un certo Tricenius. Forse era una lettera di Pasqua alla Chiesa alessandrina, che il patriarca inviava ogni anno;
- Lettera al popolo di Alessandria riguardo a Melezio. È una breve lettera in cui Pietro mette in guardia i fedeli della diocesi contro il vescovo scismatico. La lettera dovette essere scritta poco dopo l'inizio della controversia tra i due alti prelati.

Il fatto che i 14 canoni del Peri metanoias siano stati ratificati dal Concilio in Trullo e quindi siano entrati a far parte della legge canonica della Chiesa orientale spiega probabilmente la loro conservazione. Molti manoscritti contengono un quindicesimo canone di un'epistola pasquale.

La venuta del nostro Salvatore è citata da Leonzio di Bisanzio, teologo bizantino del VI secolo. Leonzio cita anche "Sulla divinità" ma il passaggio è talmente simile a quello della Venuta che è lecito pensare che in realtà si tratti della stessa opera.
Il valore teologico degli scritti del santo è confermato anche dal fatto che Sul divino fu citato (da Cirillo) nei Concili di Efeso (431) e di Calcedonia (451).  Le opere di Pietro sono incluse nel XVIII volume della Patrologia Graeca
Gli Atti dei martiri di San Pietro di Alessandria (in latino, greco, siriaco e copto) non sono considerati autentici.

## Culto
La Chiesa cattolica lo ricorda il 25 novembre, mentre le Chiese cattoliche orientali di rito bizantino e le Chiese ortodosse il 24 novembre; quella copta il 26 novembre.
Insieme a Pietro sono ricordati nella stessa data, nel Martirologio Romano, i santi vescovi egiziani, martirizzati nel corso della stessa persecuzione in Alessandria d'Egitto: Esichio, Pacomio e Teodoro.